# Demografia della Sardegna
La Sardegna conta 1 639 362 abitanti, al censimento 2011, il 2,8 % della popolazione italiana, per una superficie pari a 24.090 km², pari all'8,0% del territorio italiano, ed una densità di circa 68 abitanti/km².

## Fattori ambientali
La Sardegna beneficia di un clima mediterraneo mite, in cui, quantomeno lungo la costa, raramente la temperatura scende sotto lo zero o si verificano nevicate. L'isola è l'unica regione italiana ad essere considerata per intero zona non sismica, mentre i principali rischi di calamità naturali sono rappresentanti dagli incendi e dalle alluvioni. Le malattie endemiche, come la malaria sono state debellate definitivamente negli anni quaranta e cinquanta, grazie agli aiuti della Fondazione Rockefeller ed all'utilizzo del DDT. A causa delle epidemie di malaria, esiste tutt'oggi un alto numero di fabici e di talassemici.

## Sviluppo infrastrutturale

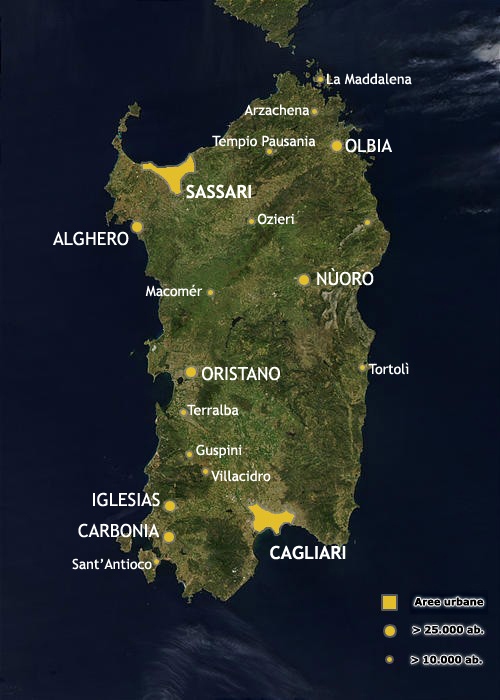
Le due aree metropolitane, i principali centri fra 50.000 e 25000 abitanti, e quelli oltre i 10000 abitanti.

Variazione del numero degli abitanti nei comuni della Sardegna tra il 1861 e il 2011. Si può notare il decremento demografico dei comuni dell'interno a vantaggio di quelli costieri e sub-costieri

Le infrastrutture viarie, marittime, elettriche ed idriche sono dimensionate per una popolazione due volte maggiore di quella residente, a causa dell'importante afflusso turistico, che si verifica oltretutto nel periodo estivo, quello energeticamente e idricamente più sensibile. Lo sviluppo turistico si è realizzato per larghissima parte lungo la costa, ovvero su terreni completamente inadatti all'uso agricolo (dune o granito), e questo determina la presenza di un immenso parco residenziale di buona o alta qualità sfitto per larga parte dell'anno. La produzione elettrica è generata da diversi bacini idroelettrici artificiali, numerosi parchi eolici e principalmente grazie a centrali termoelettriche alimentate a carbone di importazione estera. Grazie a questa struttura autarchica per necessità, la Sardegna non è stata coinvolta nel black out del settembre 2003.
Le caratteristiche edilizie privilegiano città ancora relativamente dense e compatte, ad eccezione dell'Area metropolitana di Cagliari in cui si è registrato un significativo sprawl urbano. È presente una rete urbana di 377 comuni, di cui solo 2 superiori ai 100 000 abitanti, Cagliari e Sassari. Questi identificano i due principali poli, pressoché autonomi l'uno dall'altro, e le relative zone metropolitane.

## Demografia, densità e ambiente

Densità di popolazione in Europa

Nonostante una civilizzazione plurimillenaria ed una popolazione residente quasi triplicatasi negli ultimi 140 anni, la Sardegna è una delle poche regioni europee in cui un'economia moderna e diversificata convive ad un ecosistema ancora intatto, se non vergine per larga parte del territorio. Questo demograficamente ha sostanzialmente una sola causa principale: la bassa densità abitativa, pari a 68 ab./km².
Il milione e seicentomila sardi risiede infatti nella seconda isola del mediterraneo per estensione, fatto che consegna il loro territorio al terzultimo posto per la densità fra le regioni italiane, preceduta solo dalla Valle d'Aosta con 37 ab./ km² e dalla Basilicata con 60 ab./km². Inoltre questa densità si ritrova equamente distribuita fra le province che presentano tutte valori simili (42 88 70 30 40 55 76 ab./ km²) tranne nel caso della Provincia di Cagliari che tocca i 119 ab./ km², dato comunque sempre sensibilmente inferiore alla densità media italiana (194 ab./km²).
La popolazione presenta inoltre un tasso di fecondità stabile da una decina d'anni ad 1 solo figlio per donna, anche qui in controtendenza rispetto alla media italiana, dove è passato nell'ultimo decennio da 1,18 a 1,41 figli per donna. Grazie comunque alla già citata bassa mortalità la popolazione si mantiene stabile ed equilibrata: il minimo aumento riscontrato nell'ultima pubblicazione ISTAT è dovuto essenzialmente a rettifiche burocratiche postcensorie più che ad inversioni di tendenza. La Sardegna condivide questo destino con la sua "isola gemella", la Corsica, dove una serie di vicissitudini storiche hanno permesso di raggiungere una densità ancora minore: 31 ab./ km².

## Principali indicatori demografici
I principali indicatori demografici esprimono questi valori:
- Tasso di natalità: 6,4 (per 1 000 abitanti - 2016)[2]
- Tasso di mortalità: 9,8 (per 1 000 abitanti - 2016)
- Tasso di mortalità infantile maschile: 46,4 (per 10.000 nati - 2000) [3]
- Tasso di mortalità infantile femminile: 30,0 (per 10.000 nate - 2000) [3]
- Tasso di nuzialità: 4,0 (per 1 000 abitanti - 2005) [4]
- Tasso di nuzialità totale maschile: 503 (unioni, 2005) [5]
- Tasso di nuzialità totale femminile: 537 (unioni, 2005) [5]
- Tasso di fecondità: 1,07 (figli per donna - 2005) [6]
- Saldo migratorio interno: 0,4 (per 1 000 abitanti - 2005) [7]
- Saldo migratorio con l'estero: 1,1 (per 1 000 abitanti - 2005) [7]
- Saldo migratorio per altro motivo: 2,6 (per 1 000 abitanti - 2005) [7]

Presentando quindi come bilancio globale:
- Saldo naturale: -0,4 (per 1 000 abitanti - 2005) [8]
- Saldo migratorio totale: 4,1 (per 1 000 abitanti - 2005) [8]
- Crescita totale: 3,7 (per 1 000 abitanti - 2005) [8]
- Speranza di vita maschile: 77,2 (anni, 2005) [9]
- Speranza di vita femminile: 83,6 (anni, 2005) [9]

La Sardegna, escludendo il Molise, presenta il più basso tasso di natalità d'Italia, pari solo a quello della Basilicata e poco inferiore a quello di Friuli-Venezia Giulia e Piemonte. Questo rileva in gran parte del tasso di fecondità, che con 1,07 figli per donna è il più basso d'Italia. Questo dato, unito ad un tasso di mortalità altrettanto basso, porta ad un saldo naturale leggermente negativo. L'aumento di popolazione della regione, comunque non eccezionale ed inferiore a molte altre regioni, è quindi dovuto essenzialmente all'immigrazione, perlopiù interna. È interessante come questo flusso migratorio entrante, sia localizzato quasi esclusivamente verso il nord della Sardegna, ovvero verso la Provincia di Sassari.
La Sardegna è considerata una Zona blu della longevità internazionale, la subregione che detiene vari primati mondiali è l'Ogliastra in provincia di Nuoro.

## Evoluzione demografica dal 1300 al 1861
|          | 1300 | 1400 | 1500 | 1600 | 1700 | 1800 | 1861 |
| -------- | ---- | ---- | ---- | ---- | ---- | ---- | ---- |
| Alghero  | 5    |      |      |      | 5    | 6    | 8    |
| Cagliari | 10   | 6    | 6    | 10   | 17   | 20   | 28   |
| Iglesias | 7    |      |      | 5    | 5    | 5    | 7    |
| Nuoro    |      |      |      |      |      |      | 5    |
| Oristano | 5    |      |      |      |      | 6    | 5    |
| Sassari  | 15   | 14   | 12   | 14   | 14   | 17   | 25   |

## Popolazione totale

### Censimenti nazionali
Abitanti censiti (in migliaia)
| Data       | Totale    | Variazione | %     |
| ---------- | --------- | ---------- | ----- |
| 31.12.1861 | 609.000   | 0          | 0     |
| 31.12.1871 | 636.000   | 27.000     | 4,4%  |
| 31.12.1881 | 680.000   | 44.000     | 6,7%  |
| 10.02.1901 | 796.000   | 116.000    | 8,2%  |
| 10.06.1911 | 868.000   | 72.000     | 8,5%  |
| 01.12.1921 | 885.000   | 17.000     | 1,9%  |
| 21.04.1931 | 984.000   | 99.000     | 11,3% |
| 21.04.1936 | 1.034.000 | 50.000     | 10,1% |
| 04.11.1951 | 1.276.000 | 242.000    | 13,6% |
| 15.10.1961 | 1.419.000 | 143.000    | 10,8% |
| 24.10.1971 | 1.474.000 | 55.000     | 3,8%  |
| 25.10.1981 | 1.594.000 | 120.000    | 7,9%  |
| 20.10.1991 | 1.648.000 | 54.000     | 3,3%  |
| 21.10.2001 | 1.632.000 | -16.000    | -1,0% |
| 21.10.2011 | 1.639.362 | 7.362      | 0,4%  |

### Censimenti del Regno di Sardegna
1485:  157.578 (stima)
1603:  266.676 (stima)
1678:  299.356 (stima)
1688:  229.532
1698:  259.157
1728:  311.902
1751:  360.805
1771:  360.785
1776:  423.932
1781:  431.897
1821:  461.931
1824:  469.831
1838:  525.485
1844:  544.253
1848:  554.717
1857:  573.243

## Dati al 2011
| Provincia         | Sigla | Abitanti  | Superf. | Dens. | Com. | Capoluoghi                               |
| ----------------- | ----- | --------- | ------- | ----- | ---- | ---------------------------------------- |
| Cagliari          | CA    | 550.580   | 4.569   | 120,5 | 71   | Cagliari (149.883)                       |
| Carbonia-Iglesias | CI    | 128.540   | 1.495   | 85,0  | 23   | Carbonia (28.882), Iglesias (27.674)     |
| Medio Campidano   | VS    | 101.256   | 1.516   | 66,8  | 28   | Villacidro (14.281), Sanluri (8.460)     |
| Nuoro             | NU    | 159.197   | 3.934   | 40,5  | 52   | Nuoro (36.674)                           |
| Ogliastra         | OG    | 57.329    | 1.516   | 37.8  | 23   | Tortolì (10.743), Lanusei (5.492)        |
| Olbia-Tempio      | OT    | 150.501   | 3.399   | 44,3  | 26   | Olbia (53.307), Tempio Pausania (13.946) |
| Oristano          | OR    | 163.916   | 3.040   | 53,9  | 88   | Oristano (31.155)                        |
| Sassari           | SS    | 328.043   | 4.282   | 76,6  | 66   | Sassari (123.782)                        |
| Sardegna          |       | 1.639.362 | 24.090  | 68,1  | 377  |                                          |

|    | Città             | Abitanti |
| -- | ----------------- | -------- |
| 1  | Cagliari          | 149.883  |
| 2  | Sassari           | 123.782  |
| 3  | Quartu Sant'Elena | 69.296   |
| 4  | Olbia             | 53.307   |
| 5  | Alghero           | 40.641   |
| 6  | Nuoro             | 36.674   |
| 7  | Oristano          | 31.155   |
| 8  | Carbonia          | 28.882   |
| 9  | Selargius         | 28.684   |
| 10 | Iglesias          | 27.674   |
| 11 | Assemini          | 26.620   |
| 12 | Capoterra         | 23.255   |
| 13 | Porto Torres      | 22.391   |
| 14 | Monserrato        | 20.449   |
| 15 | Sestu             | 20.044   |

## Aree metropolitane
Confronto nell'evoluzione demografica delle aree metropolitane di Cagliari e Sassari.